# Койдель, Роберт фон
Роберт фон Койдель (нем. Robert von Keudell; 27 февраля 1824, Кёнигсберг — 26 апреля 1903) — немецкий государственный деятель.

## Биография
Роберт родился 27 февраля 1824 года. Его родителями были прусский майор Леопольд фон Койдель (1769—1831) и его супруга Вильгельмина фон Хартманн (1789—1848). Его дедом по материнской линии был генерал-майор Готфрид Людвиг Матиас фон Хартманн, а племянницей была художница Мария фон Койдель.
Он изучал право в Кёнигсбергском университете и был членом Хоххемии с 1841 года, небольшой студенческой организации.  В 1842 году он стал членом студенческой ассоциации Альбертины Кенигсберг, а в 1885 году он был одним из основателей братства Херусия.
Роберт был превосходным пианистом и поклонником Роберта Шумана, с которым он переписывался между 1847 и 1853 годами. Его вторая жена, Александра фон Грюнхоф, также была пианисткой.
С 1863 был одним из главных сотрудников Бисмарка. Выбранный в 1871 депутатом в рейхстаг, Койдель примкнул к имперской (свободно-консервативной) партии. В 1872 Койдель был назначен германским посланником в Константинополь, с 1873 по 1887 занимал тот же пост в Риме.
Он скончался 26 апреля 1903 года.

## Брак и дети
Первый раз Роберт женился на Хедвиге Луизе фон Патов (1842—1882), дочери политика Роберта фон Патова. Детей у них не было. Супруга умерла в 1882 году.
15 сентября 1883 года он женился на Александре фон Грюнхоф (1861—1933), дочери Эрнста Вюртембергского (1807—1868) и его морганатической супруги Натали Эшборн (1829—1905). Так как Александра является потомком Софии Ганноверской, она находилась в линии наследования британского престола. В браке Роберта и Александры родилось трое детей:
- Вальтер фон Койдель (17 июля 1884 — 7 мая 1973), немецкий политик. Министр внутренних дел с 1927 по 1928 год.
- Отто Виктор фон Койдель (28 февраля 1887 — 12 мая 1972), был дважды женат. Имел 11 детей от обоих браков.
- Хедвига фон Койдель (13 апреля 1891 — 11 октября 1987), 17 июля 1918 года вышла замуж за Карла фон дер Тренка (1881—1963). У них родилось 5 детей.